# Oscar Agost Carreño
Oscar Agost Carreño (Córdoba, Argentina; 28 de octubre de 1984) es un abogado y político argentino del partido Propuesta Republicana. Es Diputado de la Nación Argentina por Córdoba desde agosto de 2023.

## Biografía
Abogado de la Universidad Nacional de Córdoba, Agost realizó una maestría en la Universidad de Alcalá. Además de ejercer la abogacía, es escritor y fue docente en distintas universidades argentinas.
Miembro de Propuesta Republicana, trabajó como funcionario en la Cámara de Diputados, fue Presidente de la Fundación Protagonistas Córdoba y Candidato a Diputado Nacional por Córdoba en 2015.
En las elecciones provinciales de Córdoba del 25 de junio de 2023 fue candidato a legislador provincial de Córdoba encabezando la lista por lo cual fue electo pero no asumió, dejándole su lugar a Oscar Humberto Tamis (también del PRO y ex intendente de Oliva, 2007-2019). Asumió como Diputado de la Nación Argentina por Córdoba el 23 de agosto de 2023 en reemplazo de Gustavo Santos.
En diciembre de 2023, dejó la bancada del PRO y se integró a Hacemos Coalición Federal.
El 6 de mayo de 2023 asumió como presidente del PRO en la provincia de Córdoba tras la expulsión de Javier Pretto al ir como candidato a viceintendente en la fórmula del peronismo (Hacemos Unidos por Córdoba).

## Historial electoral
|  | 49,83 % |

|  | 54,06 % |

|  | 41,90 % |